# Championnats d'Europe de biathlon 2019
Navigation
2018 2020
Les championnats d'Europe de biathlon 2019, vingt-sixième édition des championnats d'Europe de biathlon, ont lieu du 18 au 24 février 2019 à Minsk, en Biélorussie. Ils font partie et rapportent des points pour le classement de l'IBU Cup 2018-2019.

## Calendrier
| Datum      | Hommes                | Hommes                                   | Dames                                    | Dames                                    |
| ---------- | --------------------- | ---------------------------------------- | ---------------------------------------- | ---------------------------------------- |
| 18 février | Cérémonie d'ouverture | Cérémonie d'ouverture                    | Cérémonie d'ouverture                    | Cérémonie d'ouverture                    |
| 20 février | 14:00                 | Individuel (20 km)                       | 17:30                                    | Individuel (15 km)                       |
| 21 février | 14:00                 | Relais Mixte simple (6 km F + 7,5 km H)  | Relais Mixte simple (6 km F + 7,5 km H)  | Relais Mixte simple (6 km F + 7,5 km H)  |
| 21 février | 17:00                 | Relais Mixte (2 × 6 km F + 2 × 7,5 km H) | Relais Mixte (2 × 6 km F + 2 × 7,5 km H) | Relais Mixte (2 × 6 km F + 2 × 7,5 km H) |
| 23 février | 09:00                 | Sprint (10 km)                           | 12:00                                    | Sprint (7,5 km)                          |
| 24 février | 09:00                 | Poursuite (12,5 km)                      | 11:00                                    | Poursuite (10 km)                        |

## Tableau des médailles
| Rang   | Pays        | Or | Argent | Bronze | Ensemble |
| ------ | ----------- | -- | ------ | ------ | -------- |
| 1      | Suède       | 3  | 2      | 1      | 6        |
| 2      | Russie      | 2  | 2      | 1      | 5        |
| 3      | Norvège     | 2  | 1      | 2      | 5        |
| 4      | Bulgarie    | 1  | 0      | 0      | 1        |
| 5      | Biélorussie | 0  | 1      | 2      | 3        |
| 6      | Allemagne   | 0  | 1      | 1      | 2        |
| 7      | Ukraine     | 0  | 1      | 0      | 1        |
| 8      | France      | 0  | 0      | 1      | 1        |
| Totaux | Totaux      | 8  | 8      | 8      | 24       |

| Rang | Athlète                  | Or | Argent | Bronze | Ensemble |
| ---- | ------------------------ | -- | ------ | ------ | -------- |
| 1    | Tarjei Bø                | 2  | 1      | 0      | 3        |
| 2    | Mona Brorsson            | 2  | 0      | 0      | 2        |
| 3    | Ekaterina Yurlova-Percht | 1  | 1      | 0      | 2        |
| 4    | Hanna Öberg              | 1  | 0      | 1      | 2        |
| 4    | Dmitry Malyshko          | 1  | 0      | 1      | 2        |

## Résultats et podiums

### Hommes
| Épreuves            | Or            | Argent         | Bronze           |
| ------------------- | ------------- | -------------- | ---------------- |
| Individuel (20 km)  | Krasimir Anev | Tarjei Bø      | Endre Strømsheim |
| Sprint (10 km)      | Tarjei Bø     | Jesper Nelin   | Dmitry Malyshko  |
| Poursuite (12,5 km) | Tarjei Bø     | Matvey Eliseev | Håvard Bogetveit |

### Femmes
| Épreuves           | Or                       | Argent                   | Bronze          |
| ------------------ | ------------------------ | ------------------------ | --------------- |
| Individuel (15 km) | Hanna Öberg              | Yuliya Zhuravok          | Iryna Kryuko    |
| Sprint (7.5 km)    | Mona Brorsson            | Ekaterina Yurlova-Percht | Hanna Öberg     |
| Poursuite (10 km)  | Ekaterina Yurlova-Percht | Iryna Kryuko             | Nadine Horchler |

### Mixte
| Épreuves                           | Or                                                                              | Argent                                                                         | Bronze                                                                               |
| ---------------------------------- | ------------------------------------------------------------------------------- | ------------------------------------------------------------------------------ | ------------------------------------------------------------------------------------ |
| Relais simple (6 km F + 7,5 km H)  | Russie - Evgeniya Pavlova - Dmitry Malyshko                                     | Suède - Anna Magnusson - Jesper Nelin                                          | France - Lou Jeanmonnot-Laurent - Aristide Bègue                                     |
| Relais (2 × 6 km F + 2 × 7,5 km H) | Suède - Emma Nilsson - Mona Brorsson - Martin Ponsiluoma - Sebastian Samuelsson | Allemagne - Nadine Horchler - Janina Hettich - Lucas Fratzscher - Philipp Horn | Biélorussie - Dzinara Alimbekava - Hanna Sola - Raman Yaliotnau - Sergey Bocharnikov |